# زهره الحر
زَهرَه جواد الحُر (۱۹۱۷ – ۱۱ فوریه ۲۰۰۴) شاعر لبنانی بود. تحصیلات خود را در مدرسهٔ دخترانه ملی صور گذراند و سپس در بیروت ادامه داد. او پس از فارغ‌التحصیلی از دارالمعلمین به عنوان معلم مشغول به کار شد، سپس به دانشکدهٔ پزشکی فرانسوی در دانشگاه قدیس یوسف بیروت پیوست و در سال ۱۹۳۷ به عنوان ماما فارغ‌التحصیل شد. از نوجوانی شعر می‌سرود و آثار خود را در مجلات مختلف به نشر می‌رساند. او در بیش از یک انجمن زنان و ادبی عضویت داشت و به فعالیت‌های ملی پرداخت که در اشعار او انعکاس یافته است. زهره الحر، به عنوان شاعری برجسته در ردیف اول شاعران زن جبل عامل شمرده می‌شود.

## زندگی و پیشه
زهره الحر در سال ۱۹۱۷ در جباع الحلاوه، اقلیم التفاح، ولایت بیروت (شهرستان نبطیه بعدی) به دنیا آمد. پدرش جواد الحر، عالم دینی زمانی که او سه ساله بود درگذشت، از اینرو مادرش، علیا سلیم حلاوی اهل صور، از او مراقبت کرد که ادبیات و شعر را دوست می‌داشت. زهره در مکتب‌های صور تحصیل کرد و به دلیل هوش خود در میان همسالانش به حفظ و سرودن شعر متمایز شد. سپس دورهٔ ابتدایی را در سال ۱۹۲۸ به پایان رساند و به مدرسهٔ رسمی دخترانه در صیدا نقل مکان کرد و در آنجا به تحصیل ادامه داد و در سال ۱۹۳۲ تمام کرد. او در سنین پایین و در سیزده سالگی شروع به شعر سرودن نمود. گواهی پایان دبیرستان را گرفت و به دانشکدهٔ معلمان در صور پیوست اما تحصیلات خود را کامل نکرد. او در سال ۱۹۳۴ به مؤسسه ملی در دانشکدهٔ پزشکی فرانسوی در بیروت پیوست و با مدرک دیپلم در رشتهٔ  مامایی در سال ۱۹۴۳ فارغ‌التحصیل شد. او اولین دختر اهل عامِل بود که به انتخاب این رشته کشیده شد، انتخابی که پیش از او هیچ دختر دیگری از نسل او انجام نداده بود.
پس از فارغ‌التحصیلی به صور بازگشت و کلینیکی را افتتاح کرد که در آن به پیشهٔ خود مشغول شد. در سال ۱۹۴۰ به عراق سفر کرد و دو سال به عنوان معلم مشغول به کار شد. او فعالیت‌های ادبی و اجتماعی قابل توجهی داشت و در تأسیس شماری انجمن ادبی و فرهنگی، کانون‌ها و انجمن‌های زنان مشارکت داشت، از جمله: مجلس فرهنگی لبنان جنوبی، انجمن ادبی عامِل، انجمن نهضت زنان در صیدا، شورای ملی توسعهٔ عمومی و دیگر. به نقاشی نیز روی آورد. در صور، شهرت او به عنوان شاعر جبل عامل و پیشگام آزادی زنان گسترش یافت. لقب «مادر ایده‌آل» را دریافت کرد و در چندین مراسم افتخاری از او تقدیر شد. اشعارش در بسیاری از مجلات ادبی از جمله: «العرفان»، «الرساله»، «الادیب» و «الآداب» چاپ شد. نخستین مجموعه شعرش در سال ۱۹۷۰ با عنوان «شعرهای از یاد رفته» بیرون آمد.شعر او با تنوع موضوعات و گستردگی دنیایش متمایز است. زهره الحر که معاصر با برجسته‌ترین شاعران سبک رمانتیک در شعر لبنان بود، بیشتر شعرهایش متعلق به آن مکتب است. علاوه بر رمانتیک واقع‌گرایانه‌ای که شعر او با آن برجسته می‌شود، او همچنین علاقه‌مند به موضوعاتی بود که به واقعیت زندگی‌اش وابسته می‌شد و رمانتیسم و رئالیسم را با هم ترکیب کرد. مضامین و موضعات شعری او متنوع است و به متافیزیک، مسائل نفس و انسانیت پرداخت. خدیجه شهاب در سال ۲۰۱۱، کتاب «زهره الحر، شاعرهٔ جبل عامل» (به عربی: زهرة الحر؛ شاعرة جبل عامل) را چاپ کرد که پژوهشی تحلیلی دربارهٔ مضامین شعری زهره الحر، زندگینامه، آثار اجتماعی او و دفاعش از مسائل زنان است.
زهره الحر در ۱۱ فوریه ۲۰۰۴ در صور درگذشت.

## زندگی شخصی
زهره الحر در سال ۱۹۳۹ با پسر عمویش عبدالله خلیل ازدواج کرد و صاحب ۸ فرزند شد.

## آثار
از جمله مجموعه شعرهای او:
- قصائد منسية: دارالطلیعه، بیروت، ۱۹۷۰.
- رياح الخريف: شورای فرهنگی جنوب لبنان، ۱۹۹۲.